# Китуло (плато)
Китуло — плато, расположенное в центральной части на юге Танзании. Находится в административной области Мбея. Общая площадь плато 1000 км², высота над уровнем моря от 1800 м до 2961 м.
Местность известна благодаря своим высокогорным цветам, преимущественно орхидеям, которые стали причиной создания на плато одноимённого национального парка.

## Физико-географические характеристики
Плато Китуло представляет собой африканские горные луга. Плато расположено между более низким ландшафтом на северо-востоке и охраняемыми лесами Ливингстон (англ. Livingstone Forest Reserve) на юге и юго-западе, которые находятся вдоль эскарпмента севернее города Мвакалели. Севернее плато расположены пойменные луга Усангу, а южнее — озеро Ньяса. На востоке плато постепенно снижается к городу Ньомбе, который находится на высоте 1850 м. С западной стороны непосредственно около плато расположена гора Рунгве, за которой начинаются горы Умалила.

## Флора и фауна
Большую часть плато занимают горные луга. Луга занимают 273 км², из которых 185 км² управляются молочной фермой. Лесной резерват Ндумби-Валли (англ.  Ndumbi Valley Forest Reserve) представляет некоторую защиту лугам региона на территории 27 км². На востоке протянулся резерват Ндукундуку (англ.  Ndumbi Valley Forest Reserve) площадью 33 км², луга которого имеют более скальную природу[стиль].
В северной части плато на засушливом эскарпменте Чимала расположена зона охраны лесов Чимала-Скарп (англ. Chimala Scarp Forest Reserve) общей площадью 176 км², которая является местом произрастания детариевых, или миомбо.
Цветочный мир плато включает 350 видов сосудистых растений, включая 45 видов орхидей. Многие растения имеют ограниченный ареал. Эндемиками Танзании является 31 вид растений, региона Китуло/Кипенгере — 16 видов, Китуло/Порото — 10. Три вида растений произрастают только на плато, ещё два — на плато и в окрестных лесах.
Парк является единственным местом обитания в Танзании редкой кафрской дрофы (neotis denhami). Другими редкими представителями птичьего мира парка являются голубая ласточка, степная пустельга степной лунь, ньямбская цистикола и канареечным вьюрком. На плато обитает также африканский кустарниковый жаворонок, короткохвостый конёк, встречаются перепел, турач, серогузая ласточка, ангольская ласточка, средиземноморский сокол, канюк, канюк-авгур.
Кроме того, в парке обитает несколько видов бабочек, хамелеонов, ящериц и лягушек, которые являются эндемиками для данной местности.

## Охрана территории
На территории плато расположено несколько природоохранных зон, включая национальный парк Китуло, и три зоны охраны лесов. Промышленный сбор орхидей со стороны Замбии может привести к резкому их сокращению. В настоящее время клубни орхидей являются деликатесом, однако, чтобы получить 5 грамм продукта, необходимо выращивать растение около пяти лет, при этом после сбора клубней растение погибает. Экспедиция BBC «Tanzania’s high life», проведённая весной 2009 года, собирала материалы для съемок фильма о плато, в котором планировала заострить внимание и на этой проблеме.